# Saint-Valery-sur-Somme

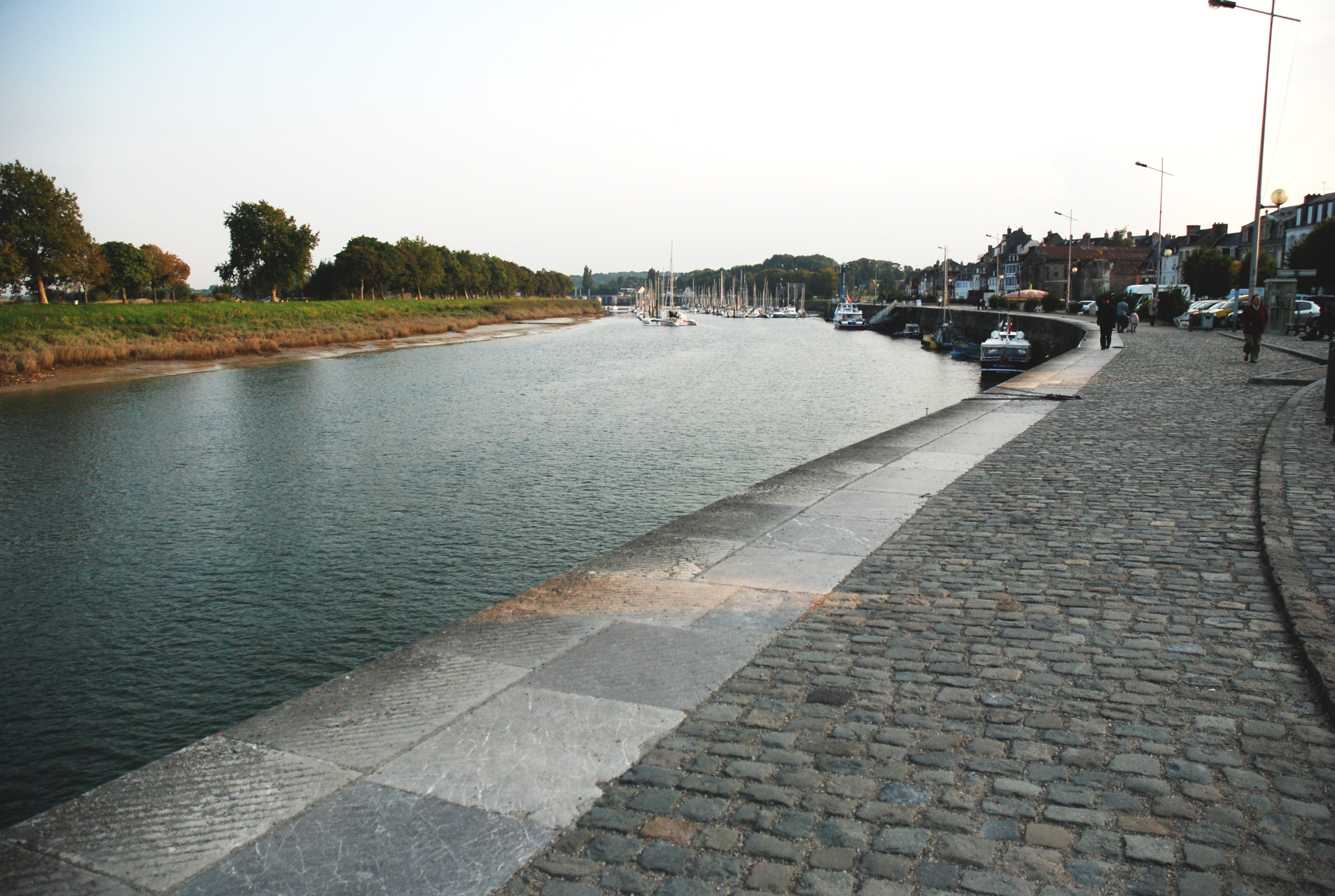
Saint-Valery en de Somme, vlak voor ze in de baai vloeit

Saint-Valery-sur-Somme (Nederlands: Sint-Walarik) is een gemeente in het Franse departement Somme (regio Hauts-de-France) en telt 2686 inwoners (1999). De plaats maakt deel uit van het arrondissement Abbeville en ligt aan de Spoorlijn van de Sommebaai. De gemeente bestaat uit een modernere benedenstad, gericht op toerisme en een oudere bovenstad.

## Geschiedenis[2]
Nog voor de Romeinen Gallië bezetten, was er op de locatie van het huidige Saint-Valery-sur-Somme een kleine Gallische nederzetting. In de Romeinse periode groeide deze uit tot een dorp.
In 611 vestigde de monnik Gualaric (beter bekend als Walricus) zich als kluizenaar op Cap Hornu. Zijn leerlingen bouwden er een eenvoudige abdij. In 628 werd een kapel opgericht op de plek waar Walricus in 622 was begraven. In 627 legde koning Chlotarius II de basis voor een nieuwe abdij. Dankzij de relikwieën van de heilige Walricus trok de abdij (die bekend werd onder de naam Saint-Valery) een grote schare pelgrims aan. In de 8e en 9e eeuw werden de abdij en het dorp verschillende keren geplunderd en verwoest door Vikingen.
In de 10e en 11e eeuw groeide het dorp weer. Op 27 september 1066 vertrok hertog Willem de Veroveraar van hieruit met zijn invasievloot naar de kust van Pevensey, nabij de stad Hastings in Engeland. Vooreerst was hij met zijn vloot vertrokken van de rivier de Dives in Normandië, maar door tegenwind en herfststormen op Het Kanaal, moest hij schuilen in de Baai van de Somme en beter weer afwachten.
In de volgende eeuwen was de plaats afwisselend in Frans, Engels of Bourgondisch bezit. De Engelsen verwoestten de abdij zodat ze het kasteel konden versterken. In 1431 werd Jeanne D'Arc gevangen gehouden in de gevangenis van Saint-Valery. De cel waarin ze verbleef, is nog te zien nabij de oude vestingwerken.

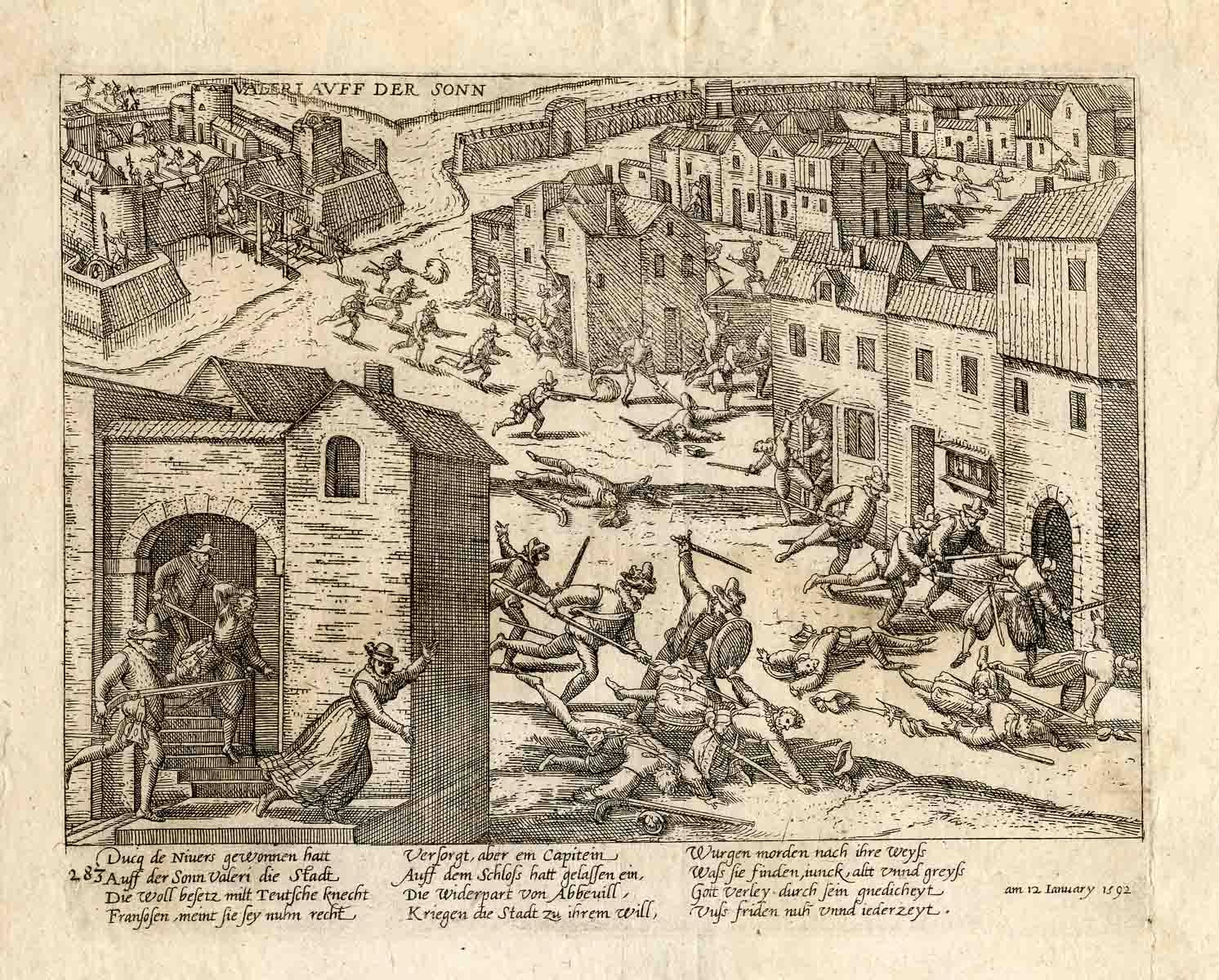
Massamoord op de Hugenoten

In de 15e, 16e en 17e eeuw kwam Saint-Valery in rustiger vaarwater. De abdij werd hersteld, en dankzij de haringindustrie en de export van wijn floreerde de haven. In 1568 echter werd Saint-Valery-sur-Somme ingenomen door de Hugenotenkapitein Coqueville maar op 18 juni van dat jaar werd hij in de Slag bij Saint-Valery verslagen door de troepen van Timoléon de Cossé, die gouverneur van Picardië was. De troepen van de Cossé moordden daaropvolgend de hugenoten, die niet wisten te vluchten, uit.
Saint-Valery was in de 19e eeuw een populaire bestemming voor artiesten en schrijvers als Victor Hugo, Jules Verne, Sisley en Degas, die allen een villa bezaten in het plaatsje.
Tijdens de Eerste Wereldoorlog werd de haven van Saint-Valery intensief gebruikt door de geallieerden. De stad ontving Belgische vluchtelingen en in 1915 werd de haven gebruikt om de Britse troepen te bevoorraden. Het militair materieel werd naar Saigneville vervoerd, waar zich een groot munitiedepot bevond.

## Bezienswaardigheden
- De Sint-Martinuskerk (Église Saint-Martin)
- De Kapel der zeelieden (Chapelle des marins)
- De Sint-Pieterskapel (Chapelle Saint-Pierre)
- De Abdij van Saint-Valery-sur-Somme (Abbaye de Saint-Valery-sur-Somme)
- Het Entrepot aux sels (zoutentrepot)
- Het huis waar Anatole France verbleef
- Het Tribunal de commerce
- Vestingwerken:
  - De Tours Guillaume
  - De Porte de Nevers
  - De Tour Harold
  - De Vestingwerken van Saint-Valery-sur-Somme
- Het Hospitaal van Saint-Valery-sur-Somme
- De Begraafplaats van Saint-Valery-sur-Somme
- De Vuurtoren van Saint-Valery-sur-Somme
- Het schip Somme II en de zeesluis.
- De visserswijk Le Courtgain
- Het Herbarium
- Het museum Picarvie

## Geografie
De oppervlakte van Saint-Valery-sur-Somme bedraagt 10,5 km², de bevolkingsdichtheid is 255,8 inwoners per km². De hoogte bedraagt 1-43 meter.
Saint-Valery-sur-Somme ligt aan de Baai van de Somme en aan de gekanaliseerde Somme, waarin zich ook een zeesluis bevindt. Om de baai heen strekken zich schorren uit. Door de verzanding van de monding is de visvangst bijna geheel verdwenen en werd de haven minder belangrijk.
De onderstaande kaart toont de ligging van Saint-Valery-sur-Somme met de belangrijkste infrastructuur en aangrenzende gemeenten.

## Demografie
Onderstaande figuur toont het verloop van het inwonertal (bron: INSEE-tellingen).

## Afbeeldingen

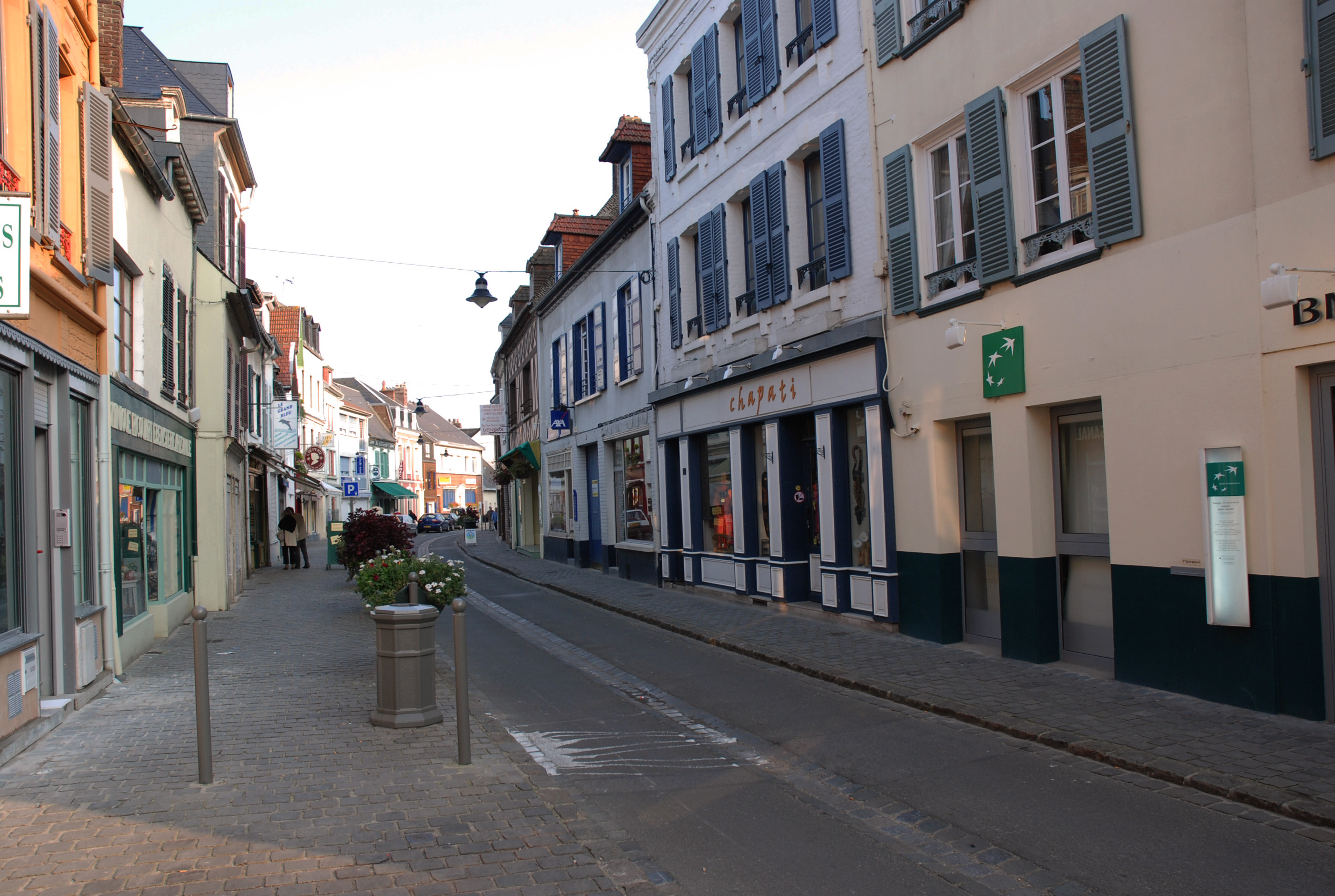
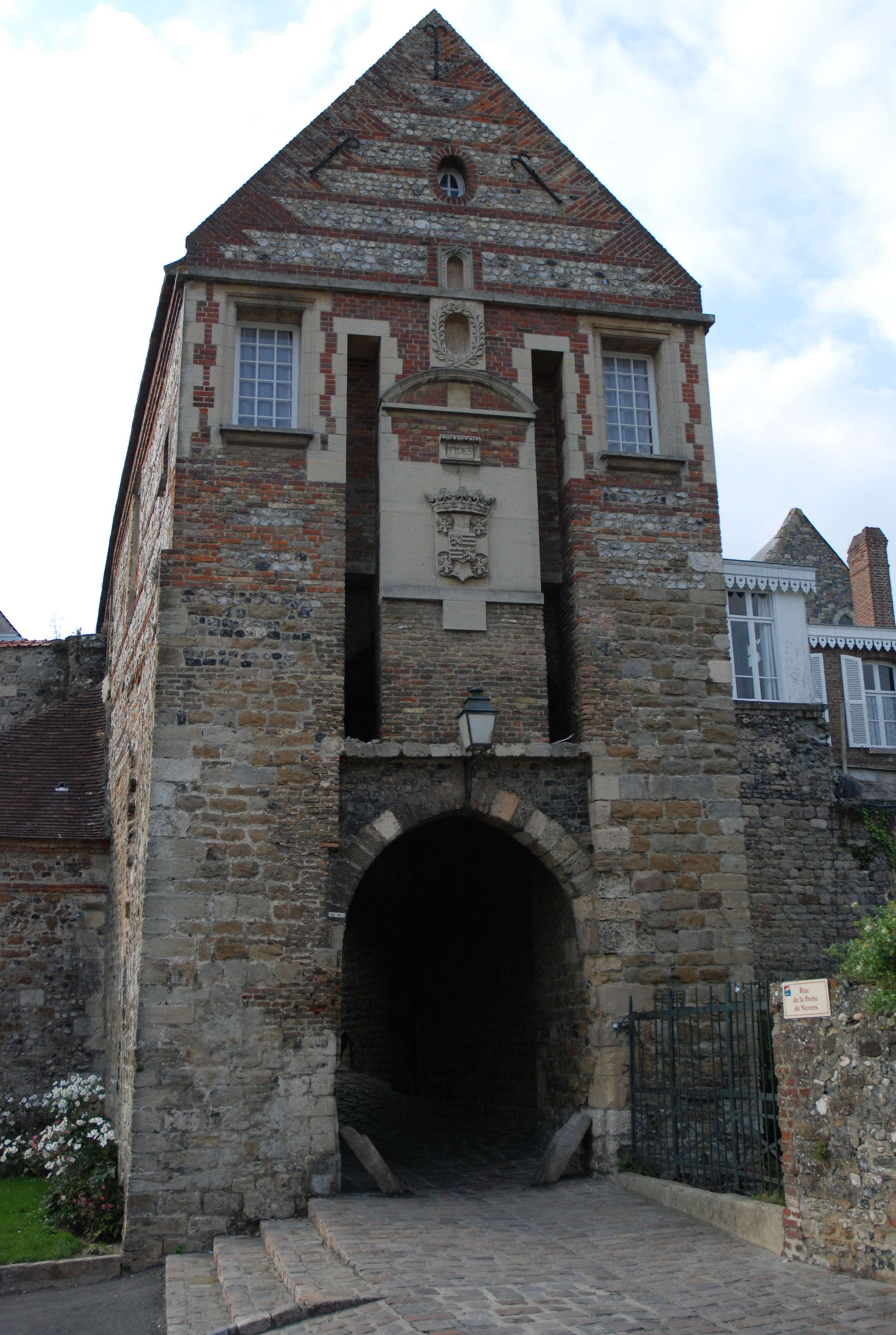
Porte de Nevers
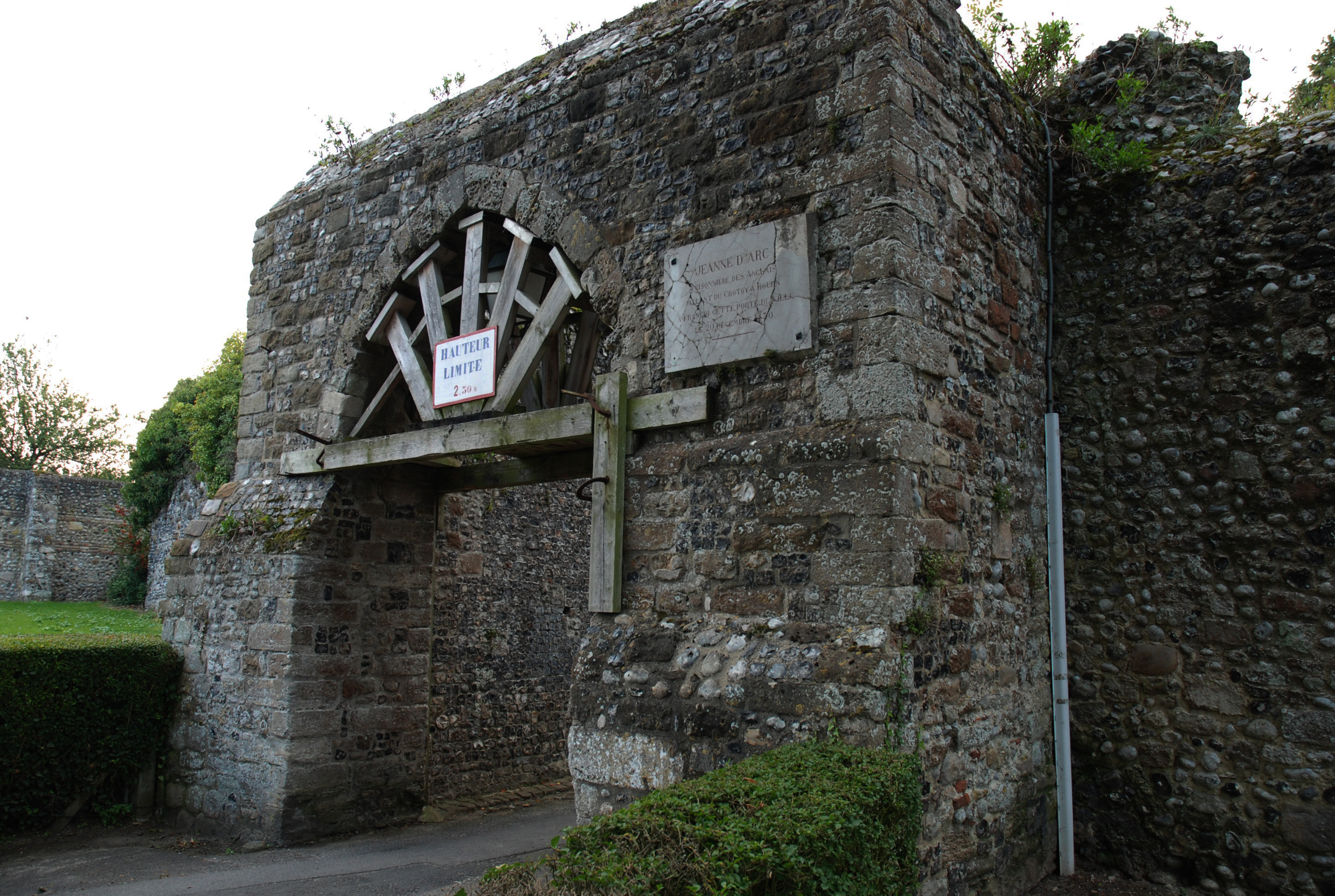
Poort waarlangs Jeanne d'Arc passeerde
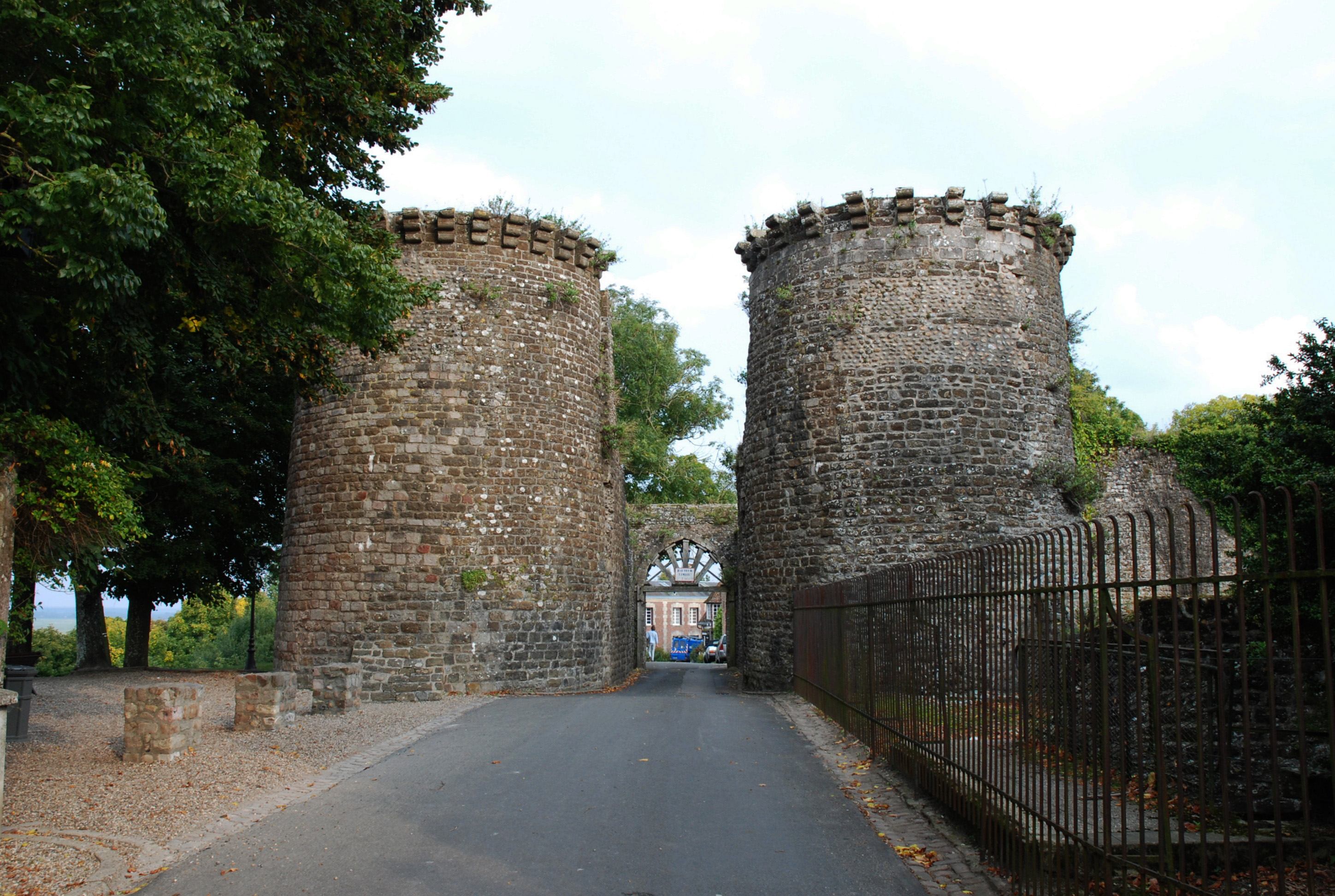
Voorzijde van dezelfde poort
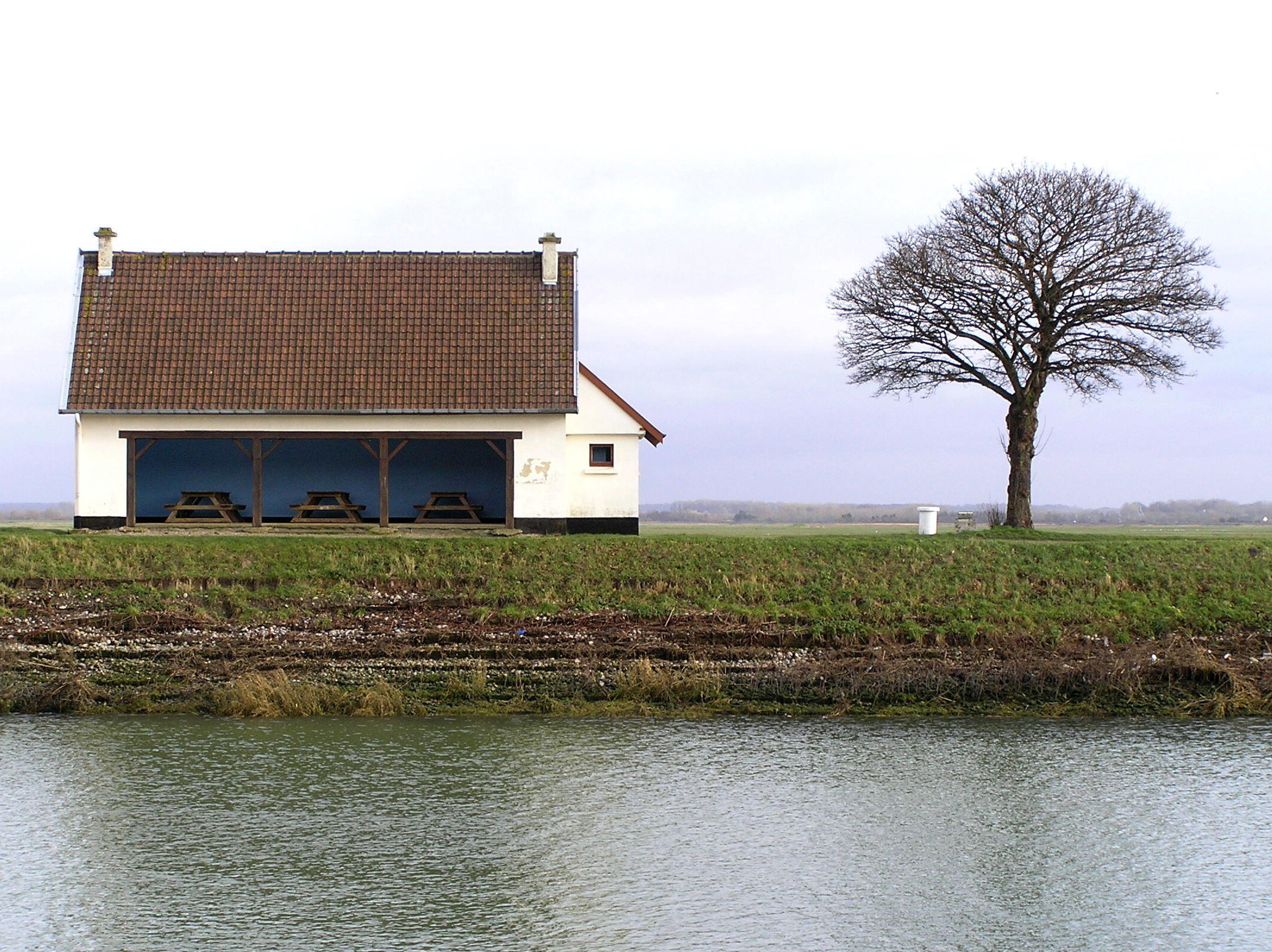
Saint-Valery-sur-Somme
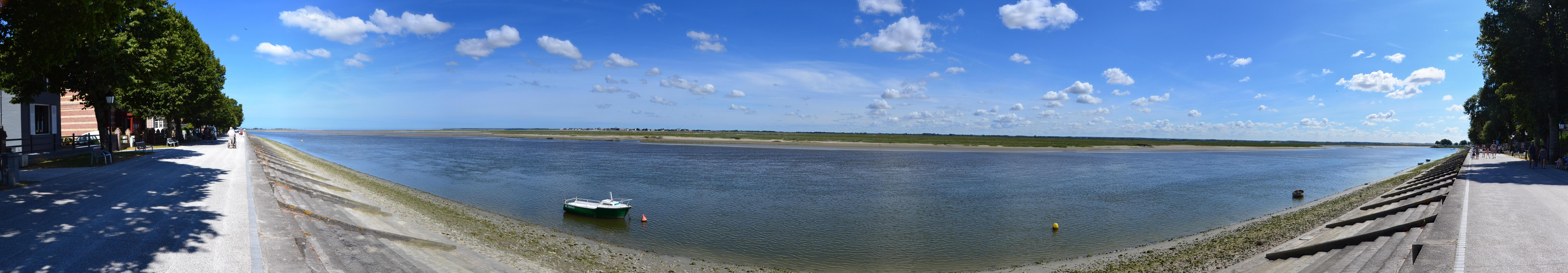
Gezicht vanaf de Quay Jeanne d'Arc

## Nabijgelegen kernen
Le Hourdel, Cayeux-sur-Mer, Lanchères, Pendé, Estrébœuf, Noyelles-sur-Mer